# Maria Riva

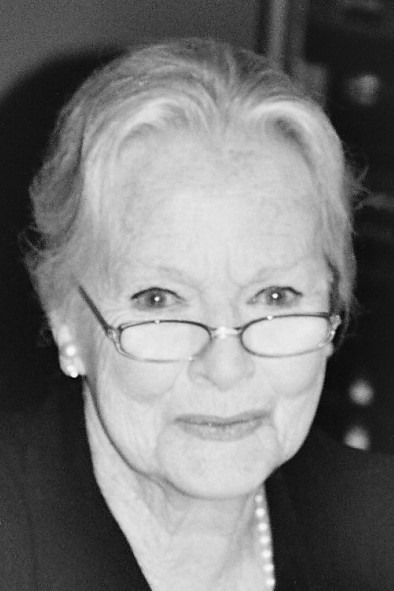
Maria Riva, 2005.

Maria Elisabeth Riva, ursprungligen Sieber, född 13 december 1924 i Berlin, Tyskland, är en amerikansk skådespelare och författare. Hon är dotter till Marlene Dietrich och Rudolf Sieber. Hon har också skrivit en ansedd och mycket utförlig biografi om modern.

## Filmografi i urval
- 1934 – Röda kejsarinnan
- 1988 – Scrooged - spökenas hämnd